# La Louvière
La Louvière (en valón El Lovire) es un municipio y una ciudad francófona de Bélgica situada en la Región Valona en la provincia de Henao.
La actual comuna de La Louviere nació de la fusión realizada en 1977 de las nueve comunas, de las que ella es el homónimo. La ciudad de La Louviere fue fundada por segregación de la ciudad de Saint-Vaast. La separación oficial fue firmada y aprobada por la Ley de 27 de febrero de 1869. La Louvière es hija de la revolución industrial, fue el desarrollo de las industrias pesadas (acero, en particular) lo que la llevó a su expansión y lo que la condujo a su constitución como una comuna independiente.

## Geografía

### Secciones del municipio
El municipio comprende los antiguos municipios, que se fusionaron en 1977:
| - La Louvière - Haine-Saint-Paul - Haine-Saint-Pierre - Saint-Vaast - Trivières - Boussoit - Houdeng-Aimeries - Houdeng-Goegnies - Maurage - Strépy-Bracquegnies |

### Municipios limítrofes
Mons, Binche, Manage, Morlanwelz, Le Rœulx y Seneffe.

## Escudos
El escudo de la ciudad es idéntico al de la abadía de Aulne, salvo que se le añadió una loba. Esto se debe a que la ciudad se encuentra en un antiguo feudo de la abadía. El escudo de armas es azul con una franja plateada, con tres aves en fila, y en el extremo inferior una loba romana.

## Historia
Vaast, localidad de la cuenca hullera Central, comprende varios señoríos con derecho al carbón en los que el Señor de Roeulx ejercía la más alta justicia. Entre estos dominios se encontraba la fortaleza de La Louviere, que perteneció a la rica abadía de Aulne. 
El Alto justicia de Saint-Vaast había ayudado a llevar a cabo los trabajos de prospección. Por lo tanto, la extracción de carbón se inició en 1390. Sin embargo, la Abadía desde hacía mucho tiempo se había negado a «dejar abrir la tierra», según la expresión utilizada en aquella época. 
La industria del carbón no se convirtió realmente en productiva hasta principios del siglo XVIII. Cuando las empresas del carbón se multiplicaron y tuvieron medios de extracción más sofisticados y las trabas fiscales desaparecieron, apareció un requisito nuevo, a saber, la venta de la producción que el consumo local, en este tiempo muy limitado, no podía agotar. Se crearon entonces nuevos medios de comunicación, cada vez más numerosos y sofisticados: caminos, canales y más tarde, los ferrocarriles. Atraídos por la proximidad de la industria del carbón necesario para sus actividades, nuevas industrias se instalaron junto a las zonas carboníferas y crearon nuevas oportunidades.
Bajo del empuje vigoroso de muchas industrias que se desarrollaron allí en un tiempo muy corto, la Louvière entró rápidamente en el camino del progreso ... Se asiste entonces a un curioso fenómeno: La Louvière, siempre una aldea de Saint-Vaast tuvo cada vez más éxito y superó en importancia a la actividad del pueblo del que dependía. La independencia se convirtió en necesaria. El 27 de febrero de 1869 una ley especial declaró la erección de la Louvière como una comuna distinta y fue confirmada por el Real Decreto de 10 de abril de 1869.
Mientras que a comienzos del siglo XIX La Louviere no era ni siquiera una aldea, sino un simple y oscuro «lugar», medio siglo más tarde llegó a estar entre las comunas más importantes del país.
Es pues la propiedad de la abadía de Aulne la que dio su nombre a la ciudad. Hay, por tanto, informes, vínculos estrechos que unen a «La Louvière» de hoy con «la abadía de Aulne» del pasado ... Después de estudios heráldicos muy detallados, se decidió incluir en el escudo de armas de la abadía de Aulne una loba, atributo particular de la ciudad. Un Real Decreto de 5 de marzo de 1954 autorizó a «la ciudad de La Louviere a usar las armas, tal como se describen y se muestran a continuación: En fondo azul una franja de plata, acompañado por una fila de aves, y en el extremo, una loba romana natural.»

## Demografía

### Evolución
Todos los datos históricos relativos al actual municipio, el siguiente gráfico refleja su evolución demográfica, incluyendo municipios después de efectuada la fusión el 1 de enero de 1977.
| Gráfica de evolución demográfica de La Louvière entre 1846 y 2019 |
|                                                                   |

## Deportes
La ciudad cuenta con 2 equipos de fútbol, RAAL La Louvière que compite en Primera División y La Louvière Centre que compite en División 3.  

## Administración
- Arrondissement judicial de Mons
- Arrondissement administrativo de Soignies

## Hermanamientos
- Saint-Maur-des-Fossés, Francia en 1966
- Córdoba, España en 1992
- Bojnice, Eslovaquia en 1992
- Foligno, Italia en 1996
- Kalisz, Polonia en 1998

## Patrimonio
- Ascensores hidráulicos del Canal du Centre